# Walter Rothschild (baron)

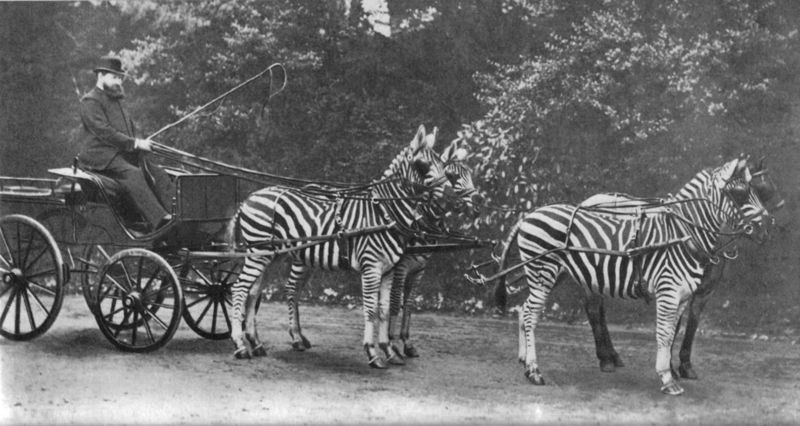
Rothschild ze swoim słynnym zaprzęgiem zebr (Equus burchelli), którym często podróżował do Londynu

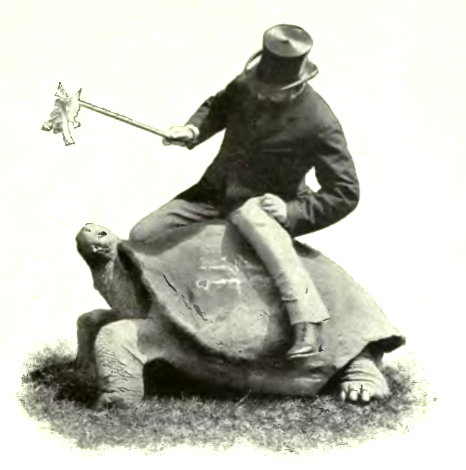
Lord Rothschild na żółwiu słoniowym (Chelonoidis nigra)

Lionel Walter Rothschild, 2. baron Rothschild (ur. 8 lutego 1868, zm. 27 sierpnia 1937) – brytyjski bankier, polityk i zoolog, członek arystokratycznej rodziny Rothschildów.

## Życiorys
Był pierworodnym synem i dziedzicem lorda Nathana Rothschilda, pierwszego żydowskiego para w Anglii. W wieku 7 lat zadeklarował, że chce prowadzić własne Muzeum Historii Naturalnej. Jako dziecko zbierał motyle, pozostałe owady i inne zwierzęta. Wśród jego zwierząt w domu rodzinnym w parku w Tring były kangury i egzotyczne ptaki. W wieku 21 lat z dużą dozą niechęci rozpoczął pracę w rodzinnym banku. W zamian za to jego rodzice założyli muzeum zoologiczne i pokryli koszty światowych ekspedycji, które miały na celu wyszukiwanie i sprowadzanie zwierząt. Rothschild był rosłej postury (miał 192 cm wzrostu), cierpiał na wadę wymowy, był bardzo nieśmiały. Na jednej z fotografii został ukazany jak jedzie na olbrzymim żółwiu słoniowym, zaś na innej powozi zaprzęgiem złożonym z zebr w drodze do Pałacu Buckingham, by udowodnić, że zwierzęta te da się oswoić. Rothschild był zapalonym zbieraczem wszystkiego, co było rzadkie i wymarłe. W 1907 ukazała się jego książka Extinct Birds. Była to pierwsza w historii pozycja poświęcona tematowi wymierania ptaków. Tablice barwne do niej wykonali wysoko wówczas cenieni ilustratorzy, jak John Gerrard Keulemans i George Edward Lodge. Dzięki temu dość ekscentrycznemu dziełu i wysiłkom osób dostarczających okazy Rothschildowi współcześni autorzy mają wiedzę dotyczącą wielu wymarłych gatunków ptaków, szczególnie zasiedlających wyspy.

### Kariera naukowa
Rothschild studiował zoologię na Magdalene College w Cambridge i pracował w rodzinnej firmie N M Rothschild & Sons w Londynie w latach 1889–1908. Spotkanie Alberta C.L.G. Günthera pobudziło jego zainteresowania taksonomią ptaków i motyli.
Rothschild publikował na łamach Novitates zoologicae. Jako pierwszy opisał pewien podgatunek żyrafy z pięcioma rogami zamiast dwóch, nazwany od jego imienia Giraffa camelopardalis rothschildi. Jest on najbardziej zagrożonym spośród dziewięciu podgatunków żyrafy. Ponadto opisał gatunku lub podgatunki dla stu pięćdziesięciu trzech owadów, pięćdziesięciu ośmiu ptaków, siedemnastu ssaków, trzech ryb, trzech pająów, dwóch jaszczurek i krocionoga. Do gatunków ptaków, których nazwa naukowa upamiętnia Rothschilda należą astrapia żabotowa (Astrapia rothschildi), lorika ognista podg. rothschildi (Charmosyna pulchella rothschildi), cierniosternik brązowy (Cypseloides rothschildi), szpak balijski (Leucopsar rothschildi) i afrokulczyk arabski (Crithagra rothschildi).
Rothschild zgromadził jedną z największych kolekcji historii naturalnej na świecie, po czym otworzył swoje prywatne muzeum dla zwiedzających. W roku 1932, szantażowany przez kobietę, był zmuszony sprzedać część swojej kolekcji motyli do Amerykańskiego Muzeum Historii Naturalnej. W roku 1936 podarował resztę swojej kolekcji Muzeum Brytyjskiemu. Muzeum Zoologiczne Waltera Rothschilda w Tring jest obecnie filią Muzeum Historii Naturalnej w Londynie. W muzeum przechowywane jest łącznie 1 150 000 ptasich skórek, szkieletów, gniazd, zestawów jaj i okazów zakonserwowanych w spirytusie, z czego 4000 okazów jest wystawionych na publiczną ekspozycję.

### Kariera polityczna
Walter Rothschild był posłem Partii Liberalnej, a następnie Liberal Unionist Party. Zasiadał w Parlamencie Wielkiej Brytanii z ramienia Partii Konserwatywnej od roku 1899 do momentu rezygnacji z działalności politycznej w 1910 roku; reprezentował okręg Aylesbury.

### Syjonizm i deklaracja Balfoura
Jako aktywny syjonista i bliski przyjaciel Chaima Weizmana pracował nad stworzeniem projektu deklaracji państwa żydowskiego w Palestynie. 2 listopada 1917 roku otrzymał list od ministra spraw zagranicznych Wielkiej Brytanii, Arthura Balfoura, na adres londyńskiego domu przy Piccadilly 148, w którym rząd brytyjski deklarował wsparcie dla utworzenia w Palestynie „siedziby narodowej dla Żydów” – list ten stał się znany jako deklaracja Balfoura.

### Parostwo
Rothschild odziedziczył parostwo po swoim ojcu Nathanie Mayerze Rothschildzie, 1. baronie Rothschild w roku 1915. Jego młodszy brat – Charles Rothschild zmarł przed nim, więc tytuł odziedziczył jego bratanek Victor Rothschild, 3. baron Rothschild. Walter Rothschild zmarł w 1937 w Hertfordshire w wieku 69 lat. Nigdy się nie ożenił, miał jednak dwie kochanki, z których jedna urodziła mu córkę.